# Merremia hainanensis
Merremia hainanensis är en vindeväxtart som beskrevs av Hua Shing Kiu. Merremia hainanensis ingår i släktet Merremia och familjen vindeväxter. Inga underarter finns listade i Catalogue of Life.